# Полутино (Западнодвинское сельское поселение)
 Полутино  — деревня в Западнодвинском муниципальном округе Тверской области.

## География
Находится в юго-западной части Тверской области на расстоянии приблизительно 16 км по прямой на северо-восток по прямой от районного центра города Западная Двина.

## История
На карте 1927 года были отмечены находящиеся рядом Старое Полутино с 12 дворами и Новое Полутино с 11 дворами. До 2020 года деревня (уже единая) входила в состав ныне упразднённого Западнодвинского сельского поселения.

## Население
Численность населения: 5 человек (русские 100 %) в 2002 году, 0 в 2010.